# Alphonse Hasselmans

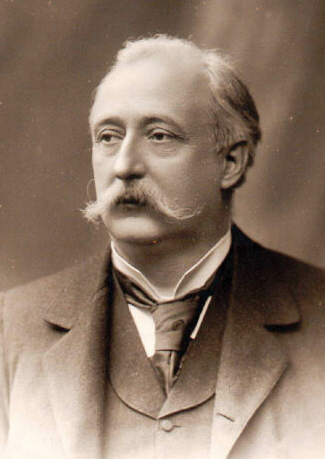
Alphonse Hasselmans, Bibliothèque nationale de France

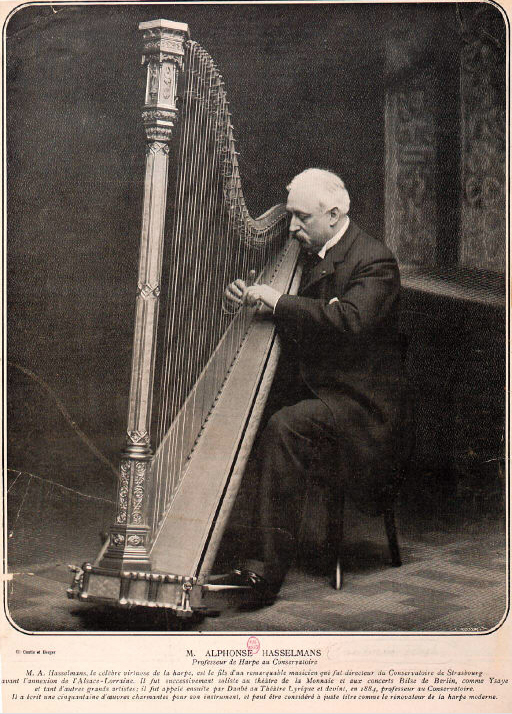
Alphonse Hasselmans, harpdocent aan het Conservatorium van Straatsbourg, Bibliothèque nationale de France

Alphonse Jean Hasselmans (Luik, 5 maart 1845 – Parijs, 19 mei 1912) was een Belgisch harpist, componist en muziekpedagoog.

## Leven
Hasselmans werd geboren in Luik in België. Zijn vader Joseph Hasselmans (1814-1902) was componist, dirigent, violist, harpist en "professeur de musique".
Hij componeerde enkele tientallen solowerken voor zijn eigen instrument, de harp. Het bekendste is een concertetude met de titel La Source (Frans voor De bron), op. 44. Hij maakte transcripties van veel werken van andere componisten geschreven voor andere instrumenten en bewerkte verzamelingen met etudes van de eerdere 19e-eeuwse harpist Robert Nicolas-Charles Bochsa.
Hasselmans was harpdocent aan de conservatoria in Straatsburg en Parijs tot zijn plotselinge overlijden in Parijs op 67-jarige leeftijd. Hij was docent van een generatie van de belangrijkste Franse harpisten van de 20e eeuw, onder wie Henriette Renie, Marcel Tournier, Carlos Salzedo, Marcel Grandjany, Lily Laskine en Pierre Jamet. Veel componisten droegen werken op aan Hasselmans. Een voorbeeld is het stuk Choral et Variations voor harp en orkest van Charles-Marie Widor. Hasselmans speelde de solopartij bij de première in maart 1900.
Uit zijn eerste huwelijk met Anna de Boudagoff kreeg hij twee kinderen. Zijn dochter Marguerite Hasselmans (1876-1947) werd concertpianiste. Ze was vele jaren de maîtresse van Gabriel Fauré. Zijn zoon Louis Hasselmans (1878-1957) werd dirigent, vooral van opera's. Hasselmans' tweede vrouw was Mary Bradhurst Remington.
- Bibliothèque nationale de France: cb14785406z (data)
- Gemeinsame Normdatei: 103900020
- International Standard Name Identifier: 0000 0001 0968 1517
- Library of Congress Control Number: no91005942
- Base Léonore: LH//1270/29
- MusicBrainz: 54f3b311-bdeb-4c0c-ace8-a148ab82480c
- Nationale Bibliotheek van Tsjechië: xx0217334
- Nationale Bibliotheek van Israël: 987007286989505171
- Nederlandse Thesaurus van Auteursnamen: 073919950
- SNAC: w6863bn5
- Système universitaire de documentation: 200130048
- Trove: 1082397
- Virtual International Authority File: 44565218
- WorldCat: E39PBJycR3XYKmc4DckRxq9kXd